# برتلمي سنت هيلار
برتلمي سنت هيلار (بالفرنسية: Jules Barthélemy-Saint-Hilaire)‏ (1805 - 1895 م) هو فيلسوف، سياسي، صحفي، و مستشرق فرنسي.
له تآليف في أديان الشرق حيث كتب عن دين بوذا الهندي (1859 م) وعن محمّد والقرآن (1865 م).

## برتلمي والإسلام
قال في كتابه «تاريخ النبي محمد»: «لقد كنتُ أشك في صدق رسالة النبي محمد، حتى قرأت في جميع السير أنه لما نزلت آية الحفظ وعصمة النبي من أعداءه، ووعد الله له بأنه سيتولى حراسته، بادر محمد إلى صرف حراسه، والمرء لا يكذب على نفسه ولا يخدعها، فلو كان لهذا الوحي مصدر غير الله، لأبقى محمد على حرسه!».